# Testcard
Testcard ist eine Anthologie zur Theorie und Geschichte der Popkultur in deutscher Sprache, die 1995 von Martin Büsser und Johannes Ullmaier gegründet wurde. Sie erscheint halbjährlich bis jährlich (ungefähr 300 Seiten mit zahlreichen Abbildungen) und wird von einem unter anderem aus Roger Behrens und Jonas Engelmann bestehenden Redaktionskollektiv im Mainzer Ventil Verlag herausgegeben.

## Inhalte
Artikel zu Musik, Filmkunst und zeitgenössischer Kunst kreisen in jeder Ausgabe um einen wechselnden Themenschwerpunkt, darüber hinaus versammelt die testcard eine große Zahl an Rezensionen. Weitere Themen sind Linke, Pop, Kritik, Mainstream, Subkultur und Cultural studies. Über die Grenzen der einzelnen Genres hinaus verzahnt die Anthologie Neue Musik, Improvisation, Hip-Hop, Elektronische Musik und Independent mit Politik, Gender Studies, Literatur, Film, bildender Kunst und Philosophie. Die musikalische Breite ist durchaus vergleichbar mit dem britischen Wire; allerdings wird hier auch dezidiert ein kultursoziologischer Ansatz verfolgt, der Musik immer in ihrem gesellschaftlichen Umfeld denkt.
Es besteht eine besondere Nähe der Autoren zu Szenen, Sub- und Gegenkulturen sowie auch ein akademischer Anspruch. Die testcard kann als eine der zentralen Standardreihen zu Popmusik und Popkultur bezeichnet werden.
Im Laufe der Jahre schrieben unter anderem die Autoren Dietmar Dath, Marc Degens, Barbara Kirchner, Georg Seeßlen, Marcus Stiglegger, Sonja Eismann, Christian Broecking, Ted Gaier, Olaf Karnik, Chris Köver und viele andere für das Magazin.
In der testcard erschienen Interviews mit u. a. Alec Empire, Laurie Anderson, Pierre Bourdieu, Diedrich Diederichsen, Kodwo Eshun, Genesis P-Orridge, Kommissar Hjuler, Greil Marcus, Jonathan Meese, Thomas Meinecke, Michaela Melián, Simon Reynolds.

## Schwerpunkte der Ausgaben
| - testcard 1: Pop und Destruktion - testcard 2: Inland - testcard 3: Sound - testcard 4: Retrophänomene in den 90ern - testcard 5: Kulturindustrie – Kompaktes Wissen für den Dancefloor - testcard 6: Pop-Texte - testcard 7: Pop und Literatur - testcard 8: Gender – Geschlechterverhältnisse im Pop - testcard 9: Pop und Krieg - testcard 10: Zukunftsmusik | - testcard 11: Humor - testcard 12: Linke Mythen - testcard 13: Black Music - testcard 14: Discover America - testcard 15: The Medium is the Mess - testcard 16: Extremismus - testcard 17: Sex - testcard 18: Regress - testcard 19: Blühende Nischen - testcard 20: Access Denied – Ortsverschiebungen in der realen und virtuellen Gegenwart | - testcard 21: Überleben – Pop und Antipop in Zeiten des Weniger - testcard 22: Fleisch - testcard 23: Transzendenz – Ausweg, Fluchtweg, Holzweg? - testcard 24: Bug Report – Digital war besser - testcard 25: Kritik - testcard 26: Utopien - testcard 27: Rechtspop |